# Union Femenina de Colombia
Union Femenina de Colombia var en kvinnoförening i Colombia, grundad 1944.
Den var tillsammans med Alianza Femenina en av de två främsta kvinnoföreningar som drev kampanjen för kvinnlig rösträtt i Colombia. 